# Michael Wolff Metternich
Michael Graf Wolff Metternich zur Gracht (* 21. Juli 1920 in Eupen; † 14. Februar 2018 in Flörsheim am Main) war ein deutscher Automobilhistoriker.

## Leben
Wolff Metternich stammte aus dem rheinisch-westfälischen Adelsgeschlecht Wolff-Metternich ab und  war der Sohn des Juristen Levin Wolff Metternich zur Gracht und der Lidwina Geyr von Schweppenburg (1881–1959). Der gelernte Landwirt und spätere Vertreter eines großen Versicherungsunternehmens betätigte sich seit den 1960er Jahren in der deutschen Oldtimerszene. Am 13. Februar 1967 wurde er Gründungspräsident des Maybach-Clubs, dessen Ehrenpräsident er war. Seit 1965 trug er als Autor zahlreicher Artikel, Fachbeiträge und Bücher sowie als Vortragsredner wesentlich zur Vermittlung der Geschichte des Automobils bei. Unter anderem schrieb er Standardwerke zu den Marken Maybach, Rumpler und zu Themen wie Dreirad- oder Raketenfahrzeuge.
Wolff Metternich war Gründungsmitglied der Automobilhistorischen Gesellschaft (AHG).
Michael Graf Wolff Metternich zur Gracht war seit 1954 verheiratet mit Ingmarie, geborene Freiin von Ritter zu Groenesteyn (* 7. August 1923 in Wiesbaden), und hatte einen Sohn, Bosco (* 22. Juli 1958 in Wiesbaden). Die Familie lebt auf Schloss Weilbach in Flörsheim am Main.
Dort war er in der Kommunalpolitik für die CDU aktiv.

## Veröffentlichungen
- mit Michael Sedgwick: Auto-Veteranen. Frankfurt am Main, 1965.
- Die Geschichte der Maybach-Automobile. Nettelstedt, 1969.
- Der Kompressor. Vom Zoller-Verdichter zum Lader von morgen. München, 1983.
- Edmund Rumpler – Konstrukteur und Erfinder, München, 1986, ISBN 3-923581-10-6.
- Hundert Jahre auf 3 Rädern. München, 1993, ISBN 3-929956-00-4.
- Distanz zur Masse. Karl Maybachs extravagante Autokonstruktionen. München, 1993.
- Deutsche Raketenfahrzeuge auf Straße, Schiene und Eis 1928 bis 1931. Lorch, 1997.
- mit Hans-Otto Neubauer: Sie bauten Autos. Die vergessene Autowelt der deutschsprachigen Automobilkonstrukteure 1885–1945. Lorch, 2004.

## Auszeichnungen
- Bundesverdienstkreuz
- Ehrenbrief des Landes Hessen
- 2005 Award of Distinction der amerikanischen Society of Automotive Historians (SAH)[3]
- 2012 Goldener Kolben des Forums für Fahrzeuggeschichte (F-kubik)[4]